# Pararrhaptica capucina
Pararrhaptica capucina là một loài bướm đêm thuộc họ Tortricidae. Nó là loài đặc hữu của Oahu, Molokai và Hawaii.